# Chrysiptera sheila
Chrysiptera sheila es una especie de peces de la familia Pomacentridae en el orden de los Perciformes.

## Morfología
Los machos pueden llegar alcanzar los 10,3 cm de longitud total.

## Hábitat
Es un pez de mar.

## Distribución geográfica
Se encuentra desde el Mar Arábigo (costa de Omán) hasta el Golfo de Omán (alrededor de Mascate, Omán).